# Resolució 1147 del Consell de Seguretat de les Nacions Unides
La Resolució 1147 del Consell de Seguretat de les Nacions Unides fou adoptada per unanimitat el 13 de gener de 1998. Després de recordar anteriors resolucions sobre Croàcia incloses les resolucions 779 (1992), 981 (1995), 1025 (1995), 1038 (1996), 1066 (1996), 1093 (1997) i 1119 (1997), el Consell va autoritzar la Missió d'Observadors de les Nacions Unides a Prevlaka (UNMOP) a continuar supervisant la desmilitarització a la zona de la península de Prevlaka fins al 15 de juliol de 1998.
El Consell va acollir amb beneplàcit que Croàcia i la República Federal de Iugoslàvia (Sèrbia i Montenegro) haguessin avançat en adoptar suggeriments pràctics proposats pels observadors militars de les Nacions Unides el maig de 1996 per reduir la tensió i millorar la seguretat i la seguretat a la zona a més de resoldre la disputa de Prevlaka. Hi va haver preocupació per les llargues violacions del règim de desmilitarització, però va assenyalar que aquestes s'han produït amb menys freqüència. La presència d'observadors militars de les Nacions Unides continuava sent essencial per a les negociacions.
Es va instar les parts a implementar plenament un acord sobre la normalització de les seves relacions, que s'abstinguessin de la violència i garantissin la lliure circulació als observadors de les Nacions Unides. Es va demanar al Secretari General Kofi Annan que informés al Consell sobre la situació abans del 5 de juliol de 1998 sobre el progrés cap a una solució pacífica de la disputa entre els dos països. Finalment, la Força d'estabilització, autoritzada a la Resolució 1088 (1996), hauria de cooperar amb la UNMOP.